# Странка српских народњака
Странка српских народњака (ССН) је бивша политичка странка у Црној Гори. Основана је почетком 2009. године, од дијела чланства дотадашње Српске народне странке. Учествовала је у стварању политичке коалиције под називом Српска национална листа, у оквиру које је 2009. године наступила на тадашњим скупштинским изборима у Црној Гори. Почетком 2012. године, ССН је заједно са неким другим политичким организацијама учествовала у стварању нове странке под називом Српска листа. Предсједник ССН је био Добрило Дедеић.

## Оснивање
Странка српских народњака (ССН) формирана је почетком 2009. године, од дијела функционера и чланова дотадашње Српске народне странке (СНС). До њиховог разлаза са већинским дијелом руководства СНС дошло је већ крајем претходне (2008) године, усљед низа политичких неслагања. Један од главних повода за раскол лежао је у првобитној намјери већинског дијела руководства СНС да подржи план о трансформацији коалиције Српска листа (СЛ) у јединствену политичку странку, али без српског националног предзнака, а као нови називи предлагане су варијанте: Наша странка или Наша снага.
Не желећи да подржи такве планове, који су водили ка укидању СНС и распаду коалиције СЛ, дио руководства и чланства се определио за стварање нове политичке партије, која је добила назив Странка српских народњака. За предсједника странке изабран је Добрило Дедеић, а за потпредсједнике су изабрани Здравко Тошковић и Филип Балевић.
Додатни узроци за настанак раскола проистицали су из неслагања у оквиру посланичког клуба СЛ. До отворене подјеле дошло је већ током јесени 2008. године, када се шест од дванаест посланика коалиције СЛ, која је због одлуке о црногорском признању нелегалне и самопроглашене независности Косова бојкотовала парламент, вратило у Скупштину Црне Горе, а пет од њих (три посланика из СНС, један из ССР и један из СНВ) је створило посланичку групу „Српски национални клуб“.
Иако је већински дио руководства СНС под притиском чланства на крају одустао од првобитног плана о стварању обједињене странке без националног предзнака, определивши се на крају за назив Нова српска демократија, подјеле се више нису могле избјећи, усљед неспремности да у програм обједињене странке уђе и одредба о изричитој забрани сарадње са властима Мила Ђукановића.

## Дјелатност
Недуго по оснивању ССН, формирана је нова политичка коалиција под називом Српска национална листа (СНЛ), коју су поред ССН чиниле Странка српских радикала и НВО Српско народно вијеће Црне Горе. Коалиција је била створена ради заједничког учешћа на скупштинским изборима у Црној Гори (2009), на којима је освојила 4.291 гласова (1,30%) што је било недовољно за улазак у парламент.
У склопу политичких преговора који су вођени током 2011. године, ССН је успоставила сарадњу са политичком странком Српски клуб, коју је 2009. године основала Јованка Матковић. Након преговора о уједињењу, ССН и Српски клуб су почетком 2012. године створили нову политичку странку под називом Српска листа, чиме је ССН престала да постоји као посебна политичка организација.